# Jórgosz Szamarász
Jórgosz Szamarász (görögül: Γιώργος Σαμαράς, Iráklio, 1985. február 21. –) görög labdarúgó, csatár.

## Pályafutása

### Heerenveen
Szamarász 16 éves korában apjával (Ἰoánisz Szamarász, korábbi profi labdarúgó) Hollandiába költözött, és leszerződött a Heerenveenhez. A 2003–2004-es szezonban mutatkozott be a felnőttek között, összesen 10 meccsen lépett pályára. Még két sikeres idényt töltött el az Eredivisieben, s amikor már nagy angol klubokkal hozták szóba, az Arsenal helyett a Manchester Cityt választotta, 6 millió fontért.

### Manchester City
A Newcastle ellen mutatkozott be az angol élvonalban, első gólját 2006. február 12-én, a Charlton 3–2-es legyőzésekor szerezte. Első teljes szezonja elég gyengére sikerült, 42 tétmeccsen pályára lépve (legtöbbször csereként) mindössze 6 gólt lőtt. A legemlékezetesebb találkozója az Everton elleni volt, ahol csapata az ő két késői góljával nyert 2–1-re. Sokan kritizálták gólképtelensége miatt, de menedzsere, Stuart Pearce (aki azért ritkán tette be a kezdőcsapatba) mindig megvédte őt, mondván : "Jórgosz még csak 21 éves, és a Premier Leagueben játszik. Ő egy fiatal játékos, és ott tanulja a játékot, ahol a legnehezebb."
Stuart Pearcet azonban a nyáron Sven-Göran Eriksson váltotta a csapat kispadján, aki 7 új játékost is leigazolt, de Szamarász (noha a Middlesbrough érdeklődött iránta) nem távozott, hanem úgy döntött megküzd a kezdőcsapatba kerülésért.
Az új szezonban 2007. szeptember 25-én játszott először, a Norwich elleni ligakupa-meccsen, és a 90. percben ő lőtte a győztes gólt. Noha még néhány mérkőzésen pályára lépett, megindultak a találgatások, hová igazol télen. Végül, bár hívta a Birmingham is, 2008. január 28-án félévre kölcsönbe a Celtichez igazolt, amely opciós vásárlási joggal rendelkezett vele kapcsolatban. Aztán 2008. július 15-én hároméves szerződést írt alá a glasgowi csapathoz.

### Celtic
Szamarász bevallottan azért igazolt a Celticbe, hogy több játéklehetőséghez jusson, így nagyobb esélye legyen résztvenni a görög válogatottal a 2008-as Eb-n. Új klubjában mindenesetre egyből első meccsén gólt rúgott a Kilmarnock ellen 5–1-re megnyert Skót Kupa-meccsen. A szezon hátralévő részében bajnoki gólt lőtt a Hibernian, az Inverness, a Gretna, az Aberdeen és a Motherwell ellenében, így segítve hozzá a csapatot az SPL-aranyéremhez.
Aztán 2008. július 15-én hároméves szerződést írt alá a glasgowi csapathoz, körülbelül 1,5 millió fontért. A 2008–2009-es szezonban első két gólját a Falkirk ellen rúgta 2008. augusztus 23-án. Betalált a Rangers kapujába is az Old Firm-ön, de a Celtic 4–2-re kikapott. Már 2008. október 4-én megszerezte (minden sorozatot figyelembe véve) 10. gólját az idényben, a Hamilton 4–0-s legyőzésekor. Jórgoszt megválasztották szeptember legjobb játékosának az SPL-ben.

### A válogatottban
Noha Melbourneben született apja és nagyapja révén akár ausztrál válogatott is lehetett volna, Jórgosz végül a görög válogatott mellett döntött, melyben 2006. február 28-án mutatkozott be Fehéroroszország ellen, és ő lőtte a győztes gólt. Játszott a 2008-as Eb selejtezőin, ám magán a tornán, bár ott volt, nem lépett pályára.

## Sikerei, díjai

### Klubcsapattal
- Celtic:
  - Skót bajnok: 2008

### Egyéni
- A hónap játékosa az SPL-ben: 2008. szeptember

## Külső hivatkozások
- A Soccerbase-en (angolul)
- Profilja a FootballDatabase.com-on (angolul)
- A Celtic honlapján (angolul)